# جهاز هضمي
الجهاز الهضمي قناة طويلة ومتعرجة تبدأ بالفم وتنتهي بفتحة الشرج. وهو الجهاز المسؤول عن هضم الأغذية حيث يحول جزيئات الغذاء المعقدة والكبيرة إلى جزيئات أصغر قابلة للامتصاص؛ أي تستطيع النفاذ عبر الأغشية الخلوية. وتتم هذه العملية بواسطة تأثيرات ميكانيكية تحدث بفعل العضلات والأسنان وتأثيرات كيميائية تحفزها الإنزيمات.
يمر الطعام بعدة مراحل ابتداءً من الفم مرورًا بالمعدة ثم الأمعاء الدقيقة فالأمعاء الغليظة، يُكسر خلالها الطعام إلى مكونات أصغر فأصغر ليتمكن الجسم من امتصاصها. ويساعد إفراز اللعاب على إنتاج بلعة يمكن ابتلاعها لتمرّ بالمريء ثم المعدة. ويحتوي اللعاب أيضًا على الإنزيم المحفز ويدعى بالأميلاز الذي يبدأ عمله على الطعام في الفم. وهناك نوع آخر من إنزيمات الجهاز الهضمي والذي يدعى بالليباز اللساني والذي يتم إفرازه عن طريق بعض الحليمات اللسانية لتدخل اللعاب. كما تساعد عملية مضغ الطعام عملية الهضم بواسطة الأسنان والتقلصات العضلية للتمعج. ويعد وجود العصارة المعدية في المعدة شيء أساسي لاستمرار عملية الهضم لأن إنتاج المخاط يحدث في المعدة. والتمعج هو الانكماش الإيقاعي للعضلات الذي يبدأ في المريء ويمتد على طول جدار المعدة وباقي الجهاز الهضمي. وهذا يؤدي إلى إنتاج الكيموس والذي يتم امتصاصه ككيلوس في الجهاز اللمفاوي عند تكسيره بالكامل في الأمعاء الدقيقة. وتحدث معظم عمليات هضم الطعام في الأمعاء الدقيقة. ويتم امتصاص الماء والمعادن مرة أخرى في الدم في قولون الأمعاء الغليظة. وتخرج الفضلات الناتجة عن عملية الهضم من فتحة الشرج عبر المستقيم.

## التطور الجنيني
يُعتبر المعي بنية مشتقّة من الوريقة الباطنة. في اليوم السّادس عشر تقريبًا من نموّ الإنسان، يبدأ الجنين بالانطواء بطنيًّا (في الوقت نفسه يصبح السّطح البطني للجنين مقعّرًا) وذلك في اتّجاهين: جوانب الجنين تنطوي للداخل على بعضها البعض، وينثني الرّأس والذّيل باتّجاه أحدهما الآخر. وبالتّالي فإنّ جزءًا من الكيس المحّي -وهو بنية مبطّنة بالوريقة الباطنة ومتّصلة بالوجه البطني للجنين- يبدأ بالتّضيّق ليتحوّل إلى المعي البدائي. يبقى الكيس المحّي متّصلًا بالأنبوب المعوي عن طريق القناة المحّيّة. خلال نموّ الإنسان، تتراجع هذه البنية عادةً، وفي الحالات التي لا تتراجع فيها، تشكّل ما يُعرف باسم رتج ميكل.
خلال الحياة الجنينيّة، يُمكن أن يُقسّم المعي البدائي إلى ثلاث قطع: المعي الأمامي، والمعي المتوسط، والمعي الخلفي. على الرّغم من أنّ هذه المصطلحات (المعي الأمامي، المعي المتوسط، المعي الخلفي) تُستخدم غالبًا للإشارة إلى قِطَع المعي البدائي، فإنّها تُستعمل قياسيًّا لوصف مكوّنات المعي النّهائي أيضًا.
إنّ كل قطعة في المعي البدائي ستكون منشأ لمعي معيّن في البالغ، كما أنّها ستعطي البنى المرتبطة بهذا المعي. تتضمّن المكوّنات المشتقّة من المعي بشكل خاصّ، المعدة والقولون، وهذه البنى تتطوّر كانتفاخات أو اتّساعات في المعي البدائي. وخلاف ذلك، فإنّ ملحقات المعي، أي تلك البنى المشتقّة من المعي البدائي، والتي لا تشكل جزءًا من المعي بشكل خاصّ، فهي بشكل عام عبارة عن تجيّبات خارجيّة تنمو ضمن المعي البدائي. تبقى التّروية الدّمويّة لهذه البنى ثابتة طوال فترة النّموّ الجنيني 
| الجزء         | المجال في البالغ                                                         | منشأ لـ | التروية الشريانية             |
| ------------- | ------------------------------------------------------------------------ | --- | ----------------------------- |
| المعي الأمامي | يمتد من البلعوم، إلى القسم العلوي من العفج                               | البلعوم، والمري، والمعدة، والقسم العلوي من العفج، والسّبيل التّنفّسي (متضمّنًا الرّئتين)، والكبد، والمرارة، والمعثكلة      | فروع الشريان الزلاقي          |
| المعي المتوسط | يمتد من القسم السّفلي للاثني عشر، حتى النّصف الأول من القولون المعترض      | القسم السفلي للعفج، والصّائم، واللفائفي، والأعور، والزّائدة الدودية، والقولون الصاعد، والنصف الأول من القولون المستعرض | فروع الشريان المساريقي العلوي |
| المعي الخلفي  | يمتد من النصف الثاني للقولون المعترض إلى الجزء العلوي من القناة الشّرجيّة. | النصف المتبقّي من القولون المعترض، والقولون النّازل، والمستقيم، والجزء العلوي من القناة الشّرجيّة                        | فروع الشّريان المساريقي السّفلي |

## مكونات الجهاز الهضمي
1. القناة الهضمية العليا

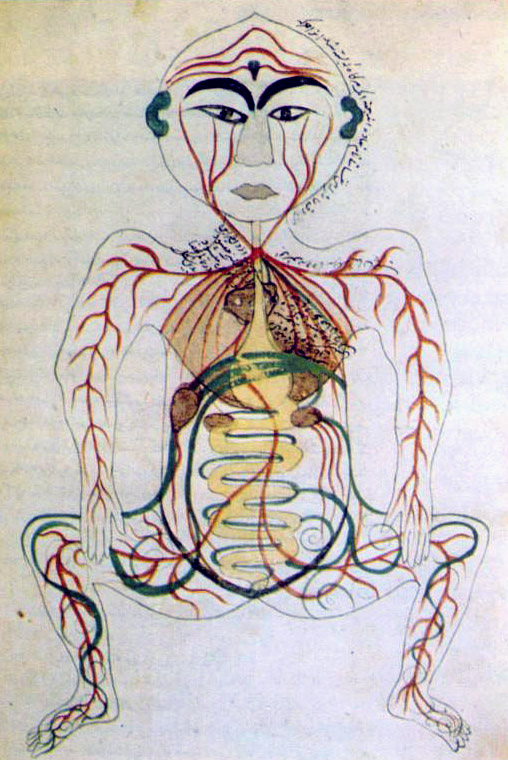

- الفم على الغشاء المخاطي الشّدقي، الذي يشمل فتحات الغدد اللعابيّة، اللسان، الأسنان.
- البلعوم، مري.

1. القناة الهضمية السّفلى

- معي:
  - الأمعاء الدقيقة وتشمل عفج، الصّائم،اللّفائفي
  - الأمعاء الغليظة، تشمل أعور، (وتُلحق به الزّائدة الدّوديّة)،القولون (القولون الصّاعد، القولون المستعرض، القولون النّازل والثنية السّينية) ،مستقيم
- شرج

1. الملحقات

- الكبد، والحويصل الصّفراوي، البنكرياس

هناك العديد من الأعضاء والمكونات الأخرى التي تشارك في عملية هضم الطعام. وتدعى هذه الأعضاء بالغدد الهضمية المساعدة وهي الكبد والمرارة والبنكرياس. وتتضمن المكونات الأخرى على الفم والأسنان واللهاة. وتعد القناة المعدية المعوية الأكبر بنية في الجهاز الهضمي. حيث تبدأ في الفم وتنتهي بفتحة الشرج مغطية مسافة ما يقارب تسعة أمتار. ويعد القولون أو الأمعاء الغليظة الجزء الأكبر في القناة المعدية المعوية. ويمتص الماء هنا ويتم تخزين ما تبقى من الفضلات قبل التبرز. وتحدث معظم عمليات هضم الطعام في الأمعاء الدقيقة. وتعد المعدة من أعضاء الهضم الأساسية. والتي يوجد في غشاءها المخاطي ملايين من الغدد المعدية المنطمرة. كما تعد إفرازاتها مهمة لإتمام وظيفة العضو. هناك العديد من الخلايا المتخصصة للقناة المعدية المعوية. والتي تتضمن مختلف خلايا الغدد المعدية والخلايا الذوقية وخلايا القناة البنكرياسية والخلايا المعوية وخلايا المايكروفولد.

### الفم
الفم هو الجزء الأول من القناة المعدية المعوية وهو مجهز بعدة بنيات والتي منها تبدأ العمليات الأولى لعملية الهضم. وهذا يتضمن الغدد اللعابية والأسنان واللسان. ويتكون الفم من منطقتي الدهليز وتجويف الفم. والدهليز هو المنطقة الواقعة بين الأسنان والشفاه والخدين والباقي هو تجويف الفم السليم. ويبطن معظم تجويف الفم الغشاء المخاطي للفم والغشاء المخاطي الذي ينتج مخاط مزلق والذي نحتاج منه كمية صغيرة فقط. وتختلف الأغشية المخاطية من حيث التركيب في مناطق مختلفة للجسم ولكن جميعها تنتج مخاط مزلق ويكون إفرازه إما بواسطة الخلايا السطحية أو الغدد الكامنة في الأغلب.

### الغدد اللعابية

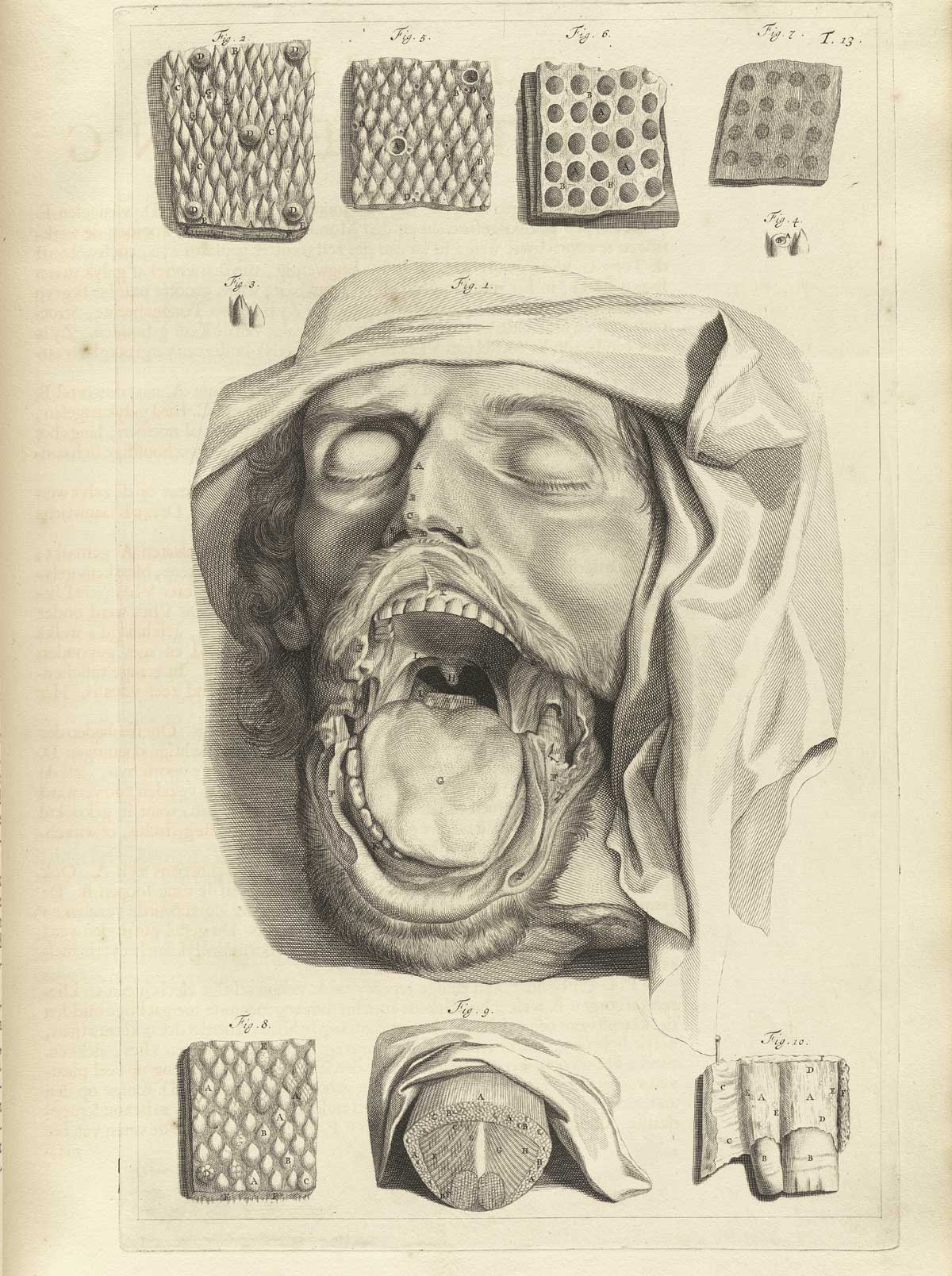

هناك ثلاثة أزواج من الغدد اللعابية الرئيسية ويوجد ما بين 800 إلى 1000 غدة لعابية صغيرة، وجميعها تساعد بشكل رئيسي في عملية الهضم وأيضًا تلعب دورًا مهمًا في الحفاظ على صحة الأسنان وترطيب الفم وبدون هذه الغدد سيكون الكلام مستحيلًا. والغدد الرئيسية هي غدد خارجية الإفراز حيث تفرز اللعاب عبر فتحات تسمى قنوات. وجميع هذه الغدد تنتهي في الفم، وأكبرها الغدد النكافية وإفرازاتها الأساسية هي المَصلِيِّ. وأما الزوج الثاني من الغدد يقع تحت الفك وتسمى هذه الغدد بغدد تحت الفك السفلي حيث تنتج كلا من السوائل المَصلِيّة والمخاط. ويتم إنتاج السوائل المَصلِيّة بواسطة الغدد المَصلِيّة في الغدد اللعابية والتي تنتج أيضًا الليباز اللساني. وتنتج الغدد اللعابية ما يقارب 70% من لعاب تجويف الفم. وثالث زوج من الغدد اللعابية الرئيسية هي غدد تحت اللسان والتي تقع تحت اللسان وإفرازاتها المخاط مع نسبة قليلة من اللعاب. ويعتبر الغشاء المخاطي الفموي (الغشاء المخاطي) المبطن للفم وأيضًا المبطن للسان والحنك وأرضية الفم غدد لعابية صغيرة وتُفرز بشكل أساسي المخاط ويتم تزويدها بالأعصاب بواسطة العصب الوجهي (العصب القحفي السابع). وتُفرز الغدد أيضًا في المرحلة الأولى لتكسير وتفكيك الطعام الأميليز حيث يقوم بتكسير الكربوهيدرونات في الغذاء لتحويل محتوى النشأ إلى مالتوز. وهناك العديد من الغدد على سطح اللسان التي تحيط ببراعم التذوق في الجزء الخلفي من اللسان وتنتج هذه الغدد أيضًا الليباز اللساني. والليباز هو أنزيم الهضم الذي يُحفز تحلل الليبيدات (الدهون). ويطلق على هذه الغدد مصطلح غدد فون ابنر والتي تبين أيضًا أن لها وظيفة أخرى في إفراز الهستانز والذي يوفر خط دفاع مبكر خارج الجهاز المناعي ضد الميكروبات في الغذاء عندما ترتبط مع الغدد في أنسجة اللسان. ويمكن أن تُحفز المعلومات الحسية إفراز اللعاب لتوفير السوائل الضرورية لعمل اللسان ولتسهيل ابتلاع الطعام أيضًا.

#### اللعاب
وظيفة اللعاب في الجهاز الهضمي ترطيب وتليين الطعام وجعلها في شكل بلعة. وتساعد البلعة بالترطيب الذي يوفره اللعاب من الفم إلى المرئ. ومن أهميته أيضًا وجوده في لعاب أنزيمات الجهاز الهضمي الأميليز والليباز. ويعمل الأميليز على تكسير النشا في الكربوهيدرات إلى سكريات بسيطة من المالتوز وسكر العنب التي تُكسر فيما بعد في الأمعاء الدقيقة. واللعاب في الفم مسؤولة عن 30% من هضم النشأ الأولي. وأما الليباز فإنه يقوم بتكسير الدهون، حيث يتم إنتاجه في البنكرياس وتحريره ليكمل هضم هذه الدهون. ويعتبر وجود الليباز اللعابي في الأطفال الرضع مهم وذلك لأنه لم يتكون لديهم ليباز البنكرياس. بالإضافة إلى دوره في تجهيز أنزيمات الهضم أما اللعاب فإنه يقوم بتطهير الفم والأسنان. ولليباز أيضًا دور مناعي في تزويد جهاز الإنسان بالأجسام المضادة كالكرين المناعي أ. ويمكن اعتبار أنزيم الليباز مفتاح لمنع التهاب الغدد اللعابية وأهمها التهاب الغدة النكفية.

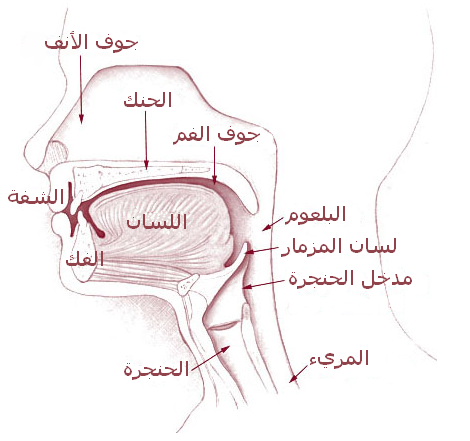

### اللسان
يدخل الطعام الفم حيث تبدأ المرحلة الأولى لعملية الهضم بواسطة حركة الفم وإفراز اللعاب. ويعد اللسان عضو سميك وعضلي حسي حيث يتم استقبال أول معلومات حسية بواسطة براعم التذوق على سطح اللسان ويبدأ اللسان بالعمل إذا كان الطعم مقبول محركًا الطعام في الفم مما يحفز إفراز اللعاب من الغدد اللعابية. وتساعد نوعية سائل اللعاب في تليين الطعام ويبدأ محتوى أنزيمها بتكسير الطعام في الفم. وأول جزء من الطعام الذي يتم تكسيره هو نشا الهيدروكربونات. يكون اللسان مرتبطًا بقاع الفم عن طريق مجموعة رباطية تسمى بالجام وهذا يعطيه إمكانية التنقل لتحريك الطعام (والكلام)؛ ويتم التحكم الأمثل بتحريك الطعام من خلال عمل العديد من العضلات والمحدودة في نطاقها الخارجي من خلال تمدد الجام. ومجموعتي عضلات اللسان هما العضلات الأربع الداخلية التي تنشأ في اللسان وتشارك في تشكيله والعضلات الأربع الخارجية التي تنشأ في العظام وتشارك في حركته.

#### حاسة التذوق

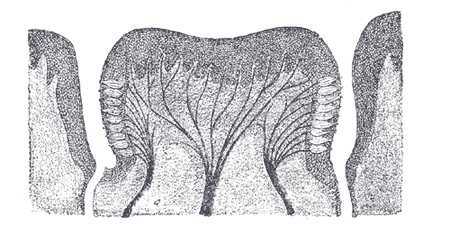
مقطع عرضي لحليمة محوطة تبين ترتيب الأعصاب وبراعم التذوق

حاسة التذوق هي شكل من أشكال الاستقبال الكيميائي الذي يحدث في مستقبلات متخصصة من الخلايا الذوقية الواردة في هياكل تدعى ببراعم التذوق في الفم. براعم التذوق هي في الأساس على السطح العلوي (ظهر) من اللسان. وإدراك الطعم هو شيء أساسي يساعد على منع استهلاك الأطعمة الضارة أو الفاسدة وهذه هي وظيفة من وظائف نظام الذوقية حيث أن براعم التذوق في المقدمة. كما أن هناك براعم تذوق في أماكن أخرى في الفم وليس فقط على سطح اللسان. وهي مزودة بأعصاب بواسطة فرع من العصب الوجهي حبل الطبل، والعصب اللساني البلعومي. بحيث يتم إرسال إشارات التذوق عبر هذه الأعصاب القحفية إلى الدماغ. الذي له القدرة على التمييز بين الصفات الكيميائية للطعام. ويشار إلى الخمسة أنواع الأساسية للطعم بالمالح والحامض والمر والحالي ، وأحدث إضافة لهذه الأنواع هو أومامي (الطعم اللذيذ اللطيف). والكشف عن الملوحة والحموضة يمكّن سيطرة الملح والتوازن الحمضي. والكشف عن طعم المرارة فهو تحذير من السموم - وكثير من الدفاعات النباتية هي من المركبات السامة المرّه ويدل الطعم الحلو على تلك الأطعمة التي من شأنها توفير الطاقة؛ العطل الأولي للكربوهيدرات المعطية للطاقة عن طريق الأميليز اللعابي الذي يعطي الطعم الحلو لأن السكريات البسيطة هي النتيجة الأولى. كما يعتقد أن طعم الأومامي هو إشارة إلى وجود المواد الغذائية الغنية بالبروتين. أما الطعم الحامض فهو حمضي ويوجد كثيرًا في الأطعمة السيئة. فالمخ عليه أن يقرر بسرعة ما إذا يجب عليه أكل الطعام أو لا. وكانت هذه النتائج في عام 1991، حيث أنها تصف مستقبلات حاسة الشم الأولى التي ساعدت على توجيه البحث إلى حاسة التذوق. توجد مستقبلات الشم على سطوح الخلايا في الأنف والتي ترتبط بالمواد الكيميائية حتى تمكنها من الكشف عن الروائح. وأفترض أن إشارات مستقبلات الطعم تعمل سويًا مع الإشارات الموجودة في الأنف، لتشكل فكرة النكهات الغذائية المعقدة.

### الأسنان
الأسنان هي هياكل معقدة مصنوعة من مواد مخصصة لها. وهي أيضًا مصنوعة من مادة تشبه العظم تسمى العاج، والتي تغطيها أصلب الأنسجة في الجسم وهو المينا. والأسنان لها أشكال مختلفة لتتعامل مع مختلف جوانب المضغ الذي يعمل على تمزيق ومضغ قطع الطعام إلى قطع أصغر ثم أصغر. وهذا يؤدي إلى وجود مساحة أكبر بكثير لعمل الانزيمات الهاضمة. وتمت تسمية الأسنان بعد أدوارها الخاصة في عملية المضغ-القواطع تستخدم لقطع أو قضم قطع الطعام. الأنياب، وتستخدم للتمزيق. الضواحك والأضراس تستخدم للمضغ والطحن. وتظهر نتيجة مضغ الطعام بمساعدة اللعاب والمخاط في تشكيل بلعة لينة يمكنها النزول إلى الأسفل إلى القناة المعوية المعدية العلوية ثم إلى المعدة. وتساعد أيضًا الأنزيمات الهاضمة في اللعاب على الحفاظ على نظافة الأسنان عن طريق تحطيم أي جزيئات طعام موجودة.

### اللهاة

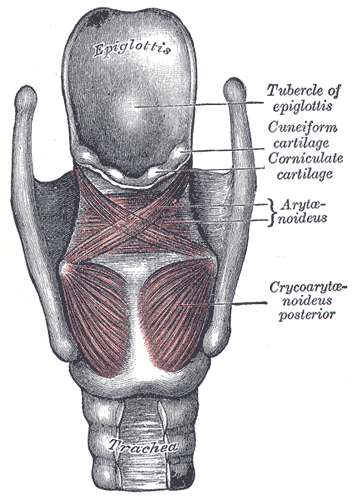

اللهاة هي غضروف مرن ومعلق على مدخل الحنجرة. ويغطى اللهاة غشاء مخاطي، كما توجد براعم التذوق على سطح اللسان والتي تواجه في الفم. كما يواجه سطح الحنجرة الحنجرة. وتكمن وظيفة اللهاة في حماية مدخل المزمار -الفتحة بين الحبال الصوتية- وعادة ما يشار للجزء العلوي أنه جزء من الحنجرة خلال عملية التنفس مع عمله السفلي. ولكن أثناء البلع، تنطوي اللهاة للأسفل لتصبح في وضعية أفقية، مع جانبها العلوي والذي يعمل كجزء من البلعوم. وبهذه الطريقة فإنها تمنع الطعام من الدخول إلى القصبة الهوائية، وتوجهها إلى جزء المريء الخلفي. وأثناء عملية البلع فإن حركة اللسان إلى الوراء تجبر اللهاة والتي تجبر فتحة المزمار من منع دخول أي يتم ابتلاعه إلى الحنجرة المؤدية للرئتين كما تُسحب الحنجرة إلى الأمام لتساعد في هذه العملية. ويتم تحفيز الحنجرة عن طريق المواد المتناولة التي تؤدي إلى سعال قوي لا إرادي من أجل حماية الرئتين.

### البلعوم
البلعوم هو جزء من المنطقة الموصلة للجهاز التنفسي وأيضًا جزء من الجهاز الهضمي. وهو جزء من الحلق يقع مباشرة خلف تجويف الأنف في الجزء الخلفي للفم وفوق المريء والحنجرة. ويتكون البلعوم من ثلاثة أجزاء. ويشارك في الجهاز الهضمي كلا من البلعوم الفموي والبلعوم الحنجري وهما الجزئين السفليين. والبلعوم الحنجري متصل بالمريء ويعمل بمثابة ممر لكل من الهواء والغذاء. يدخل الهواء إلى الحنجرة الأمامية ولكن أي شيء يبتلع له الأولوية ويتم حظر مرور الهواء بشكل مؤقت. ويعصب البلعوم عن طريق الضفيرة البلعومية للعصب المبهم. وتدفع عضلات البلعوم الطعام إلى المريء حيث يلتقي البلعوم بالمريء عند مدخل المريء الذي يقع خلف الغضروف الحلقي.

### المريء
هو عضو يتألف من أنبوب عضلي يمر خلاله الغذاء من البلعوم إلى المعدة. كما يمتد المريء مع الجزء الحنجري للبلعوم. ويمر عبر المنصف الخلفي في الصدر ويدخل المعدة من خلال ثقب في الحجاب الحاجز الصدري وهي الفرجة المريئية على المستوى العاشر للفقرات الصدرية. ومتوسط طول المريء 25 سم ويختلف باختلاف الارتفاع. ويقسم إلى أجزاء عنقية وصدرية وبطنية. ويلتقي البلعوم بالمريء عند مدخل المريء الذي يقع وراء الغضروف الحلقي. ويغلق المريء من الجهتين في وقت الراحة من قبل مصرات المريء العلوية والسفلية. يتم إثارة فتحة المصرة العلوية بواسطة عملية البلع المنعكس حتى يتاح مرور الغذاء. وتقوم المصرة أيضًا بمنع الارتجاع من المريء إلى البلعوم. ويوجد في المريء أغشية مخاطية وظهارة تمتلك وظيفة وقائية بحيث يتم استبدالها بشكل مستمر نظرا لحجم الطعام الذي يمر داخل المريء. يمر الغذاء من الفم مرورا بالبلعوم إلى المريء خلال عملية البلع. حيث تقوم اللهاة بالتمدد للأسفل لتصبح بوضع افقي أكثر لمنع دخول الطعام للقصبة الهوائية وتوجيه الطعام للمريء. وعند وصولها للمري فأن البلعة تنزل وصولا للمعدة عن طريق الانكماش الإيقاعي واسترخاء العضلات المعروفة باسم التمعج. والمصرة المريئية السفلية هي المصرة العضلية المحيطة بالجزء السفلي من المريء. ويتم التحكم بالتقاطع الذي بين المريء والمعدة (التقاطع المعدي) من خلال المصرة المريئية السفلية والذي يبقى ضيق في جميع الأوقات ماعدا وقت البلع والتقيؤ لمنع محتويات المعدة من دخول المريء. وبما أن المريء ليس لديه نفس حماية المعدة من الحمض فأن أي فشل في هذه المصرة من الممكن أن يؤدي إلى حرقة في المعدة. ويحتوي المريء على غشاء مخاطي للظهارة كوظيفة وقائية بالإضافة إلى توفير سطح أملس لمرور الطعام. ونظرًا لكمية المواد الغذائية العالية التي تمر على مر الزمن، فإنه يتم تجديد هذا الغشاء بشكل مستمر.

### الحجاب الحاجز

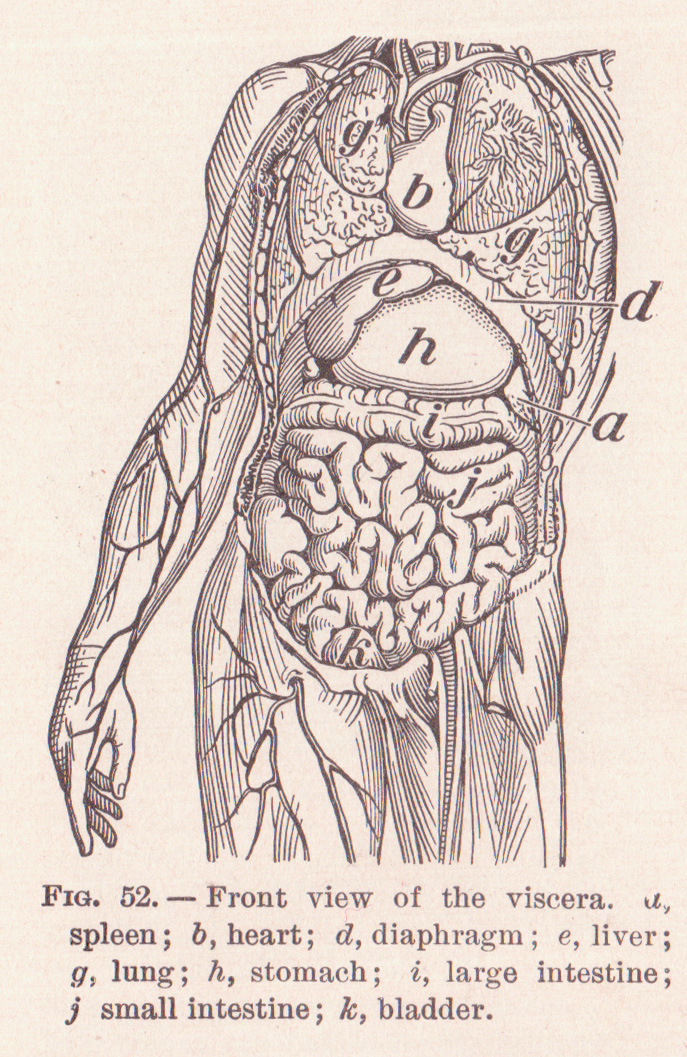

يُعدُّ الحجاب الحاجز جزء مهم من الجهاز الهضمي للجسم ويفصل الحجاب الحاجز التجويف الصدري عن التجويف البطني حيث توجد معظم أعضاء الهضم. تقوم العضلة المعطلة بإلصاق الاثني عشر الصاعد بالحجاب الحاجز. ويعتقد أن هذه العضلة تساعد الجهاز الهضمي في أن التصاقها يوفر زاوية أوسع للثنية الاثنا عشرية الصائمية لتسهيل مرور المواد الهاضمة. ويلتصق الحجاب الحاجز أيضا بالمراسي وهي منطقة عارية في الكبد. ويدخل المريء في البطن من خلال ثقب في الحجاب الحاجز على مستوى ت10.

### المعدة

حمض المعدة ينتج في المعدة ويلعب دورا حيويا في عملية الهضم، كما أنه يحتوي بشكل أساسي على حمض الهيدروكلوريك وكلوريد الصوديوم. يتم انتاج الغاسترين هرمون الببتيد عن طريق خلايا في بواب المعدة وأعلى الأمعاء في الغدد المعدية الذي ويحفز إنتاج العصارة المعدية والتي تنشط الإنزيمات الهاضمة. ومولد الببسين هو إنزيم طليعي (مولد للإنزيم) تنتجها الخلايا الرئيسية في المعدة وحمض المعدة ينشط هذا إلى إنزيم البيبسين الذي يبدأ هضم البروتينات. تتلف هاتين المادتين الكيميائيتين جدار المعدة، ويفرز المخاط من قبل الغدد المعدية التي لا تعد ولا تحصى في المعدة، لتوفير طبقة واقية لزجة تحميها من الآثار الضارة للمواد الكيميائية. وفي نفس الوقت يتم هضم البروتين ويحدث تماوج ميكانيكي من خلال عملية التمعج، وموجات من تقلصات عضلية تتحرك على طول جدار المعدة. وهذا يسمح باختلاط كتلة الطعام مع الإنزيمات الهاضمة. والليباز المعدي الذي يفرز عن طريق الخلايا الرئيسية في غدد قاع المعدة في الغشاء المخاطي للمعدة، هو الليباز الحمضي، مقابل الليباز البنكرياسي القلوي وهذا يذيب الدهون إلى حد ما على الرغم من أن كفاءته لا توازي كفاءة الليباز البنكرياسي.
تحوي النهاية البوابية في الجزء السفلي من المعدة الذي يتصل بالاثني عشر على غدد تفرز إنزيم الجاسترين. بعد ساعة أو ساعتين ، يتم إنتاج قوام سميك شبة سائل يسمى الكيموس.عندما تنفتح المصرة البوابية ، يدخل الكيموس إلى الاثني عشر حيث يمتزج مع الإنزيمات الهاضمة في البنكرياس ، ثم يمر عبر الأمعاء الدقيقة ، حيث يستمر الهضم.
تنتج الخلايا الجدارية في قاع المعدة بروتين سكري يسمى العامل الداخلي وهو ضروري لامتصاص فيتامين ب 12. يتم نقل فيتامين ب 12 وهو مرتبط ببروتين سكري تفرزه الغدد اللعابية - يُطلق عليه ترانسكوبالامين I المسمى أيضًا هابتوكورين ، والذي يحمي الفيتامين الحساس للأحماض من محتويات المعدة الحمضية. تقوم الإنزيمات البنكرياسية بتكسير البروتين السكري الواقي في الأمعاء. ثم يرتبط فيتامين ب 12 بعامل أخر ثم يتم امتصاصه بعد ذلك بواسطة الخلايا المعوية في الأمعاء الدقيقة. تعد المعدة عضو قابل للتمدد وتستطيع أن تتوسع بشكل طبيعي حتى تحتفظ بلتر من الطعام. أما معدة الطفل حديث الولادة فإنها قادرة على التوسع لتحتفظ بما يقارب 30 ملليلتر. ويقوم الطحال بتكسير كريات الدم الحمراء والبيضاء الميتة. ولهذا السبب يعرف الطحال أحيانًا بمقبرة كريات الدم الحمراء. وناتج هذا الهضم هو البيليروبين الصبغي الذي يُرسل إلى الكبد ويُفرز في قناة الصفراء. والناتج الآخر هو الحديد والذي يستخدم في تكوين خلايا الدم الحمراء في نخاع العظم. ويعامل الطب الغربي الطحال فقط على أنه عضو من أعضاء الجهاز الليمفاوي، بالرغم من أن مجموعة كاملة من وظائفه المهمة ليست مفهومة بعد. وعلى نقيض هذا الرأي، يعتبر الطب الصيني الشعبي الطحال عضو ذو أهمية مركزية في الجهاز الهضمي. ويعتبر دور الطحال مؤثرًا على صحة الجسم وحيوته حيث يقوم بهضم المواد من المعدة وتحويلها إلى مواد غذائية قابلة للإستخدام وطاقة. والأعراض التي تشمل فقدان الشهية، عسر الهضم، الانتفاخ واليرقان قد تكون مؤشرًا على خلل في الطحال. علاوة على ذلك، يلعب الطحال دورًا في التمثيل الغذائي للماء وتخليص الجسم من السوائل الزائدة. وفي الغرب، يُرى الطحال بأنه مرتبط بالمعدة لكن في الطب الصيني يشار إليه بأنه جهاز ويشمل البنكرياس. وفي الطب الصيني الشعبي تعتبر السوائل في الجسم تحت سيطرة الطحال. وهذه السوائل تشمل إنزيمات الهضم، اللعاب، المخاط، السوائل في المفاصل، الدموع، العرق والبول. وتُصنّف السوائل على أنها خفيفة القوام أو غليظة أو قد تكون خفيفة وغليظة بنفس الوقت وتعتبر مغذِ لكل الأنسجة والأعضاء. وهناك مكانين يتم فيهم الوخز بالإبرة في العلاج الإبري وهما المعدة والطحال (بالقرب من الركبة)، أما منتصف أسفل الركبة فإنه يجب ضمها إلى أنسجة الجهاز الهضمي.

### الكبد

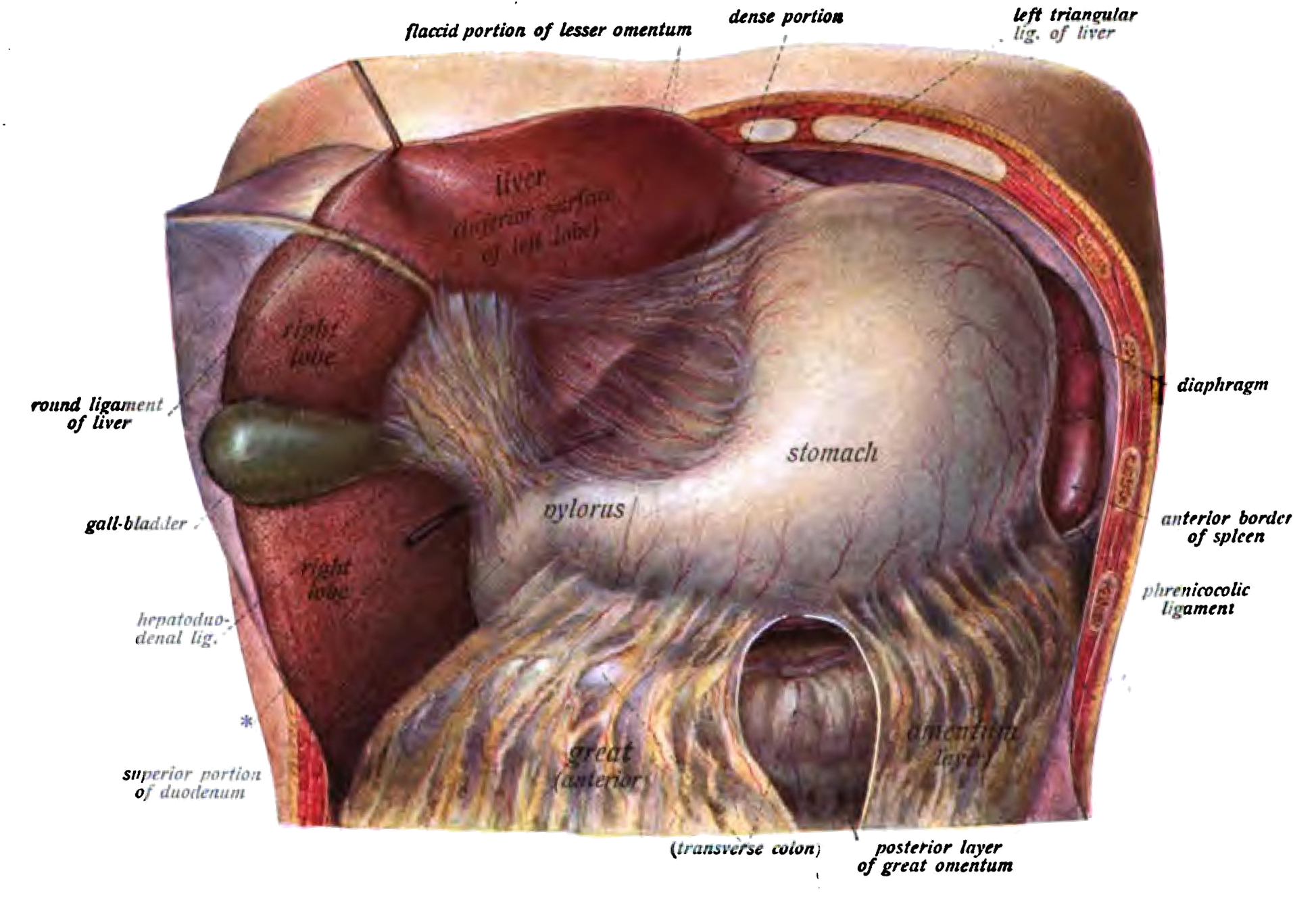

الكبد ثاني أكبر عضو في الجسم (بعد البشرة) وهي من الغدد الهضمية الملحقة والتي تلعب دورًا في عملية الأيض (التمثيل الغذائي) في الجسم. وللكبد العديد من الوظائف والبعض منها مهمة في عملية الهضم. يستطيع الكبد إزالة السموم الناتجة من عمليات الأيض المختلفة، وصنع البروتين وإنتاج المواد الكيميائية الحيوية اللازمة للهضم. وتنظم تخزين الجليكوجين والذي يمكن تكوينه من الجلوكوز (تكون الجليكوجين). ويقوم الكبد أيضًا بصنع الجلوكوز من أحماض أمينية معينة. ووظيفتها الهضمية تتضمن بشكل كبير تكسير الكربوهيدرات. وتحافظ أيضًا على استقلاب البروتين في تركيبه وانحلاله. وفي التمثيل الغذائي للدهون يتكون الكولسترول. ويتم إنتاج الدهون أيضًا من عملية تكوين الدهون. يكوّن الكبد الجزء الأكبر من البروتين الدهني. ويقع الكبد في الربع الأيمن العلوي للبطن تحت الحجاب الحاجز والتي متصلة في جزء واحد، وهو الجزء الأيمن للمعدة وفوق المرارة. تنتج الكبد الصفراء (العصارة الصفراوية)، وهي مركب قلوي يساعد في عملية الهضم.

#### الصفراء
تُتنج الصفراء من الكبد وتتكون من (97%) من الماء، أملاح الصفراء، مخاط وأصباغ، 1 % دهون وأملاح غير عضوية. ويعد البيليروبين أهم أصباغها. وتعمل الصفراء بشكل جزئي كمادة تقلل التوتر السطحي بين سائلين أو بين صلب وسائل وتساعد في استحلاب الدهون من الكتلة الشبه سائلة من الطعام المهضوم جزئيا. يتم تكسير دهون الطعام بفعل الصفراء إلى وحدات أصغر تسمى بالمذيلات. وينشأ من هذا التكسير إلى مذيلات مساحة سطح كبيرة لأنزيمات البنكرياس والليباز للعمل عليها. يهضم الليباز الدهون الثلاثية والتي يتم تكسيرها إلى اثنين من الأحماض الدهنية وأحادي الغليسريد. حيث يتم امتصاصها عن طريق الزُغابات في جدار الأمعاء. وإذا لم يتم امتصاص الدهون بهذه الطريقة في الأمعاء الدقيقة فإن المشاكل ستزداد فيما بعد في الأمعاء الغليظة والتي ليست مهيئة لإمتصاص الدهون. وتساعد الصفراء أيضًا في امتصاص فيتامين ك من الغذاء. يتم جمع الصفراء ونقلها من خلال القناة الكبدية المشتركة. ترتبط هذه القناة مع القناة المرارية لتتصل في القناة الصفراوية المشتركة مع المرارة. تُخزن الصفراء في المرارة لبتم إطلاقها عند إرسال الغذاء إلى معي الاثنا عشر وأيضًا بعد ساعات قليلة من إرساله.

### المرارة
المرارة جزء مجوف في الجهاز الصفراوي والتي تقع أسفل الكبد، وبوجود المرارة يتستطيع الجسم التخلص من أي اكتئاب صغير. وهي عضو صغير حيث تُخزَّن فيها الصفراء (العصارة الصفراوية) التي تنتجها الكبد قبل إطلاقها إلى الأمعاء الدقيقة. وتتدفق الصفراء إلى الكبد بواسطة قنوات صفراوية وإلى المرارة ليتم تخزينها هناك. ويتم إطلاق الصفراء استجابة للكوليسيستوكينين وهو هرمون بيبتيدي يُفرز من الاثنا عشر. ويعتمد إنتاج الكوليسيستوكنين من الغدد الصماء في معي الاثنا عشر على وجود الدهون فيها. ويُقسم إلى ثلاث أقسام القاع والجسم والرقبة. ترتبط الرقبة بالشجرة الصفراوية عن طريق القناة المرارية والتي ترتبط فيما بعد بالقناة الكبدية المشتركة لتشكل القناة الصفراوية المشتركة. وعند تقاطع هاتين القناتين يوجد طية مخاطية تسمى جَيبَة هارتمان حيث تبدأ المرارة عادة بالالتصاق. وتعد الطبقة العضلية للجسم نسيج عضلي أملس والذي يساعد المرارة على التقلص، بالتالي تستطيع إطلاق الصفراء إلى القناة الصفراوية. وتحتاح المرارة إلى تخزين الصفراء على هيئة شبه سائل طبيعي في معظم الأوقات. ويتم إفراز أيونات الهيدروجين من البطانة الداخلية للمرارة لتبقي الصفراء حمضية بما فيه الكفاية لمنع تصلبها. ولتخفيف الصفراء، يتم إضافة الماء والكهارل (الشوارد الكهربائية) من الجهاز الهضمي. وأيضًا تربط الأملاح نفسها بجزئيات الكوليسترول الموجودة في الصفراء لحفظها من التبلور. وإذا كان هناك الكثير من الكوليسترول والبيليروبين في الصفراء، أو كانت المرارة ليست فارغة بشكل صحيح فإن الأجهزة يمكن أن تصاب بالفشل. وهذه هي طريقة تكوين حصوات المرارة (الحصوات الصفراوية)، عندما تُغطى قطعة صغيرة من الكالسيوم بالكوليسترول أو بالبيليروبين تقوم الصفراء بالتبلور لتشكل حصاة المرارة والغرض الرئيسي من المرارة هو حفظ الصفراء وإطلاقها. يتم إطلاق الصفراء إلى الأمعاء الدقيقة للمساعدة في هضم الدهون عن طريق تكسير الجزيئات الكبيرة إلى جزيئات أصغر. وبعد امتصاص الدهون، يتم أيضًا امتصاص الصفراء ونقلها مرة أخرى إلى الكبد لإعادة استخدامها.

### البنكرياس

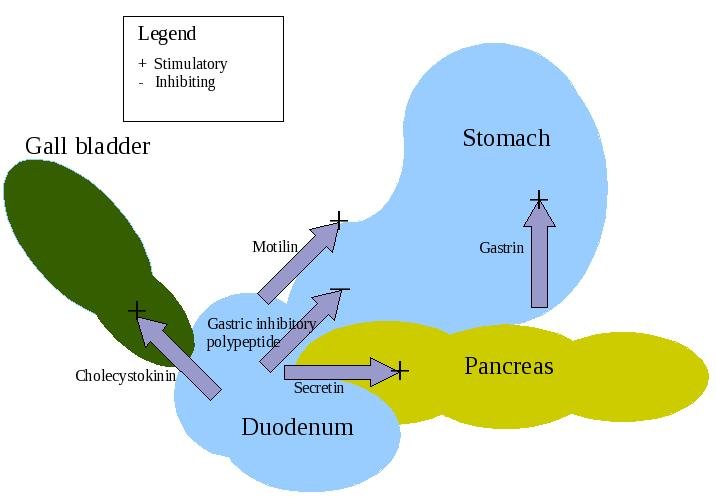
عمل الهرمونات الهاضمة

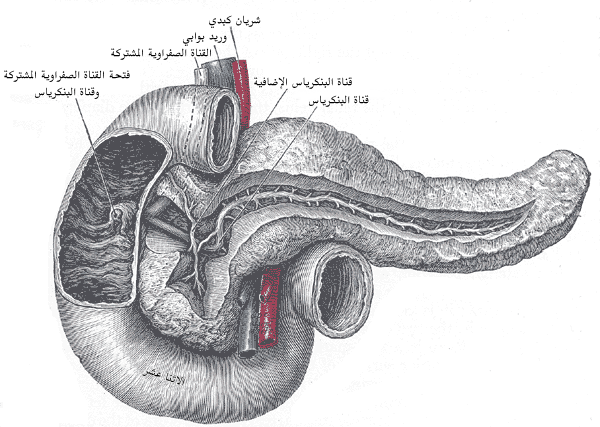
البنكرياس والاثني عشر والقناة الصفراوية

يعد البنكرياس عضو رئيسي ويعمل كغدة هضمية ملحقة في الجهاز الهضمي. ويعتبر البنكرياس غدة صماء (باطنية الإفراز) وغدة إفرازية معًا. ويفرز الجزء الأصم الأنسولين وذلك عندما يرتفع سكر الدم حيث يقوم الأنسولين بنقل الجلوكوز من الدم إلى العضلات أو إلى الأنسجة الأخرى لاستخدامه كطاقة. وأما عند انخفاض سكر الدم يُطلق هذا الجزء الجلوكاجون حيث يسمح بتخزين السكر ليتم تكسيره إلى جلوكوز بواسطة الكبد لإعادة توازن مستويات السكر في الدم. وينتج البنكرياس إنزيمات هضمية مهمة في العصارة البنكرياسية والتي تُنقل إلى معي الاثنا عشر. يقع البنكرياس خلف المعدة. ويتصل بمعي الاثنا عشر بواسطة القناة البنكرياسية والتي تكون مرتبطة بالقرب من اتصال القناة الصفراوية حيث تستطيع العصارة البنكرياسية والصفراوية العمل على الكيموس (الكتلة شبه السائلة من الطعام المهضوم الجزئية) والتي يتم إطلاقها من المعدة إلى معي الاثنا عشر. تحتوي إفرازات البنكرياس المائية المفرزة من خلايا القناة البنكرياسية على أيونات البيكربونات القلوية والتي تساعد الصفراء في تعادل الكيموس الحمضي الذي يُخض بواسطة المعدة.
ويعتبر البنكرياس أيضًا المصدر الرئيسي للإنزيمات المستخدمة في هضم الدهون والبروتين. ويتم إطلاق بعض هذه الإنزيمات استجابة لإنتاج هرمون الكوليسيستوكينين في معي الاثنا عشر. وبالمقابل يتم إنتاج الأنزيمات التي تهضم السكريات من جدار الامعاء. تمتلئ الخلايا بحبيبات إفرازية والتي تحتوي على سلائف الإنزيمات الهاضمة. وأهم الإنزيمات البروتينية مولد التريبسين ومولد الكيمو تربسين وهي إنزيمات بنكرياسية تعمل على هضم البروتين. ويتم إنتاج أيضا إنزيم الإيلاستارز. وتُفرز كميات قليلة من اللباز والأميليز. ويفرز البنكرياس أيضًا إنزيم الفوسفوليباز واليسوفوسفوليباز واستريز الكوليسترول. وتعد طلائع الإنزيم المتغيرات الغير نشطة للإنزيم والتي تمنع ظهور التهاب البنكرياس الذي يحدث بسبب التدهور الذاتي. وعند إطلاقها في الأمعاء، يُنشط إنزيم الإنتيروببتيداز الموجود في الغشاء المخاطي للأمعاء مولد التربسن وذلك عن طريق انقسامه ليكوّن التربسين. والمزيد من الانقسامات تُنتج إنزيم الكيموتربسين.

### القناة المعوية المعدية السفلية
تشمل القناة المعوية المعدية السفلية الأمعاء الدقيقة وجميع ما يتعلق بالأمعاء الغليظة. وتعرف الأمعاء أيضًا بالأحشاء (المعي) أو بالقناة الهضمية. وتبدأ القناة المعوية المعدية السفلية بالمصرات البوابية للمعدة وتنتهي بفتحة الشرج. وتُقسم الأمعاء الدقيقة إلى معي الاثنا عشر (العفج) والصائم واللفائفي. ويعتبر المصران الأعور العلامة الفاصلة بين الامعاء الدقيقة والغليظة. وأما الأمعاء الغليظة فأنها تشمل المستقيم والقناة الشرجية.

### الأمعاء الدقيقة

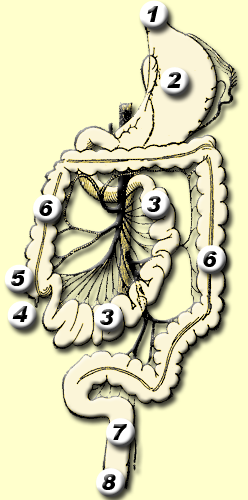
القناة المعدية المعوية السفلى - 3) الأمعاء الدقيقة. 5) الأعور. 6) الأمعاء الغليظة

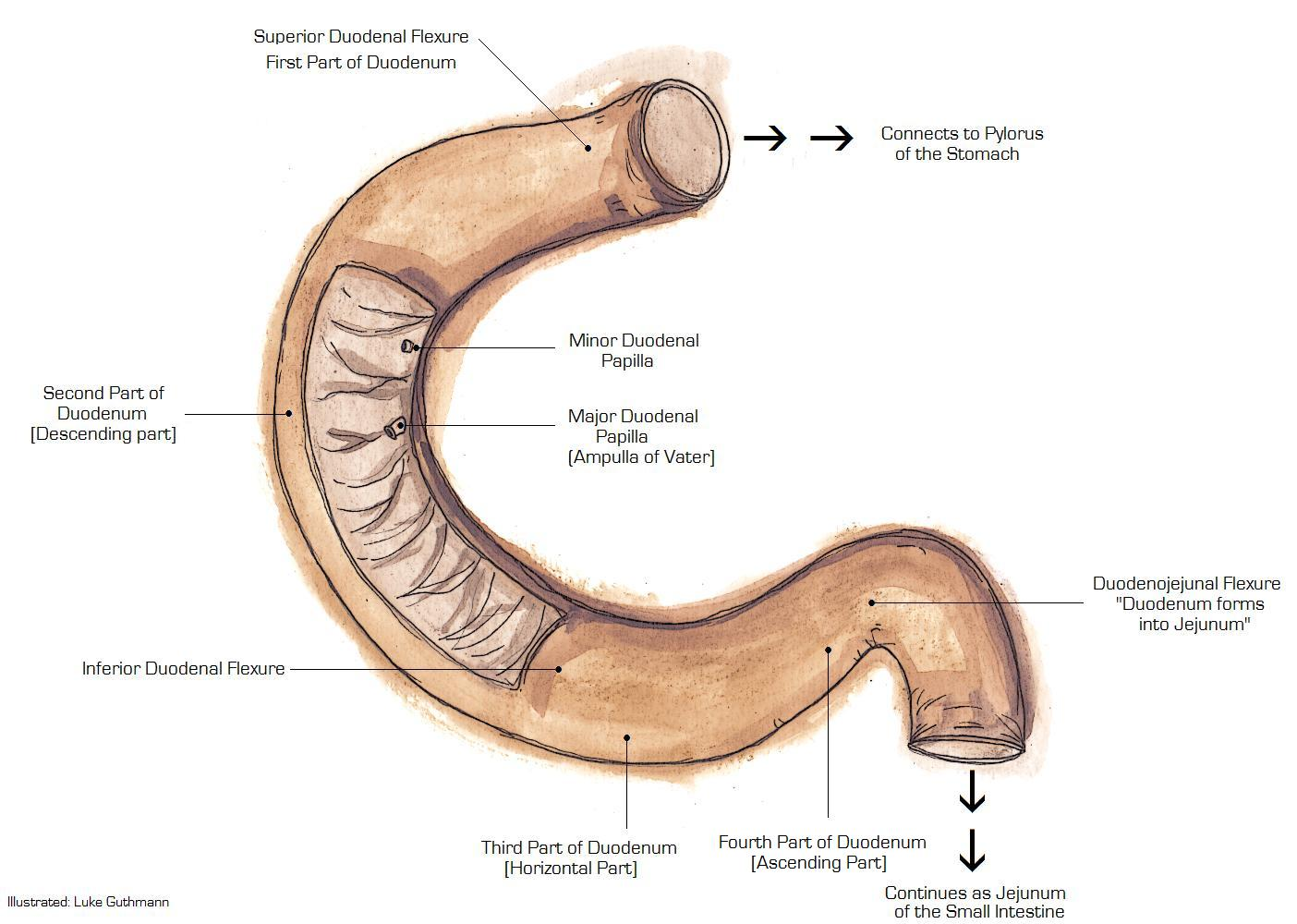
معي الاثنا عشر

يُؤكل الطعام، وبعد ساعة يبدأ الأكل بالوصول إلى الأمعاء الدقيقة وبعد ساعتين تُفرغ المعدة. وحتى هذا الوقت يسمى الطعام بالبلعة. بعد ذلك يصبح الطعام شبه سائل مهضوم بشكل جزئي حيث يطلق عليه مصطلح الكيموس. وفي الأمعاء الدقيقة، تصبح درجة الحموضة حاسمة حيث تحتاج لأن تكون متوازنة بشكل دقيق من أجل تنشيط الإنزيمات الهاضمة. الكيموس حامضية جدًا ومع انخفاض درجة الحموضة يتم تحريرها من المعدة وهي بحاجة لأن تكون أكثر قلوية. ويتم هذا في معي الاثنا عشر عن طريق إضافة الصفراء من المرارة بالإضافة إلى إفرازات البيكربونات من القناة البنكرياسية وأيضا إفرازات المخاط الغنية بالبيكربونات من غدد الاثنا عشر والتي تعرف بغدد بونر. تصل الكيموس إلى الأمعاء حيث يتم تحريرها من المعدة من خلال فتح المصررات البوابية للمعدة. وينتج من ذلك مزيج من السائل القلوي حيث يقوم بإبطال مفعول حمض المعدة الذي قد يُتلف بطانة من الأمعاء. يقوم المخاط بتزييت وترطيب جدار الأمعاء. وعندما يتم تقليل حجم وتركيب جزيئات الطعام المهضوم بما فيه الكفاية، يمكن امتصاصها من خلال جدار الأمعاء ومن ثم نقلها إلى مجرى الدم. والوعاء الأول المستقبَل للكيموس هو بصلة الاثنا عشر. ومن هنا تمر الكيموس إلى معي الاثنا عشر وهو أول قسم من أقسام الأمعاء الدقيقة الثلاثة. وثاني قسم المعي الصائم وأما ثالث قسم فهو المعي اللفائفي. ويعتبر معي الاثنا عشر أصغر وأقصر قسم في الأمعاء الدقيقة. وهو أنبوب مجوف ويأخذ شكل حرف C حيث يقوم بربط المعدة بمعي الصائم. وتسمى بدايته ببَصَلَةُ الاثنا عشر وينتهي بالعضلة المعلقة للاثنا عشر. وتساعد فكرة ارتباط هذه العضلة المعلقة بالحجاب الحاجز في مرور الطعام وذلك بجعل الزاوية أوسع عند مكان الارتباط.
يحدث معظم الهضم في الأمعاء الدقيقة. تعمل الانقباضات المتموجة للأمعاء على مزج وتحريك الكيموس بشكل أبطأ مما يتيح مزيدًا من الوقت لعملية الامتصاص . في الاثني عشر ، يفرز الليباز البنكرياس مع إنزيم الكوليباز لزيادة هضم محتويات الدهون في الكيموس . كذالك تعمل الصفراء على تحويلها إلى مستحلب دهني . أيضًا تحوي الطبقة المبطنة للأمعاء على زغابات تغطي سطحها الخارجي والتي بدورها تحتوي على عدد كبير من الزُغيبات التي تزيد من مساحة سطح الامتصاص ، ليس فقط لامتصاص الكيموس ولكن أيضًا لزيادة هضمها بواسطة أعداد كبيرة من الإنزيمات الهاضمة الموجودة على الزُغيبات.
تنفذ الجزيئات الدهونية المستحلبة على شكل تجمعات دهنية محاطة بطبقة محبة للدهون تسمى micelles إلى الخلايا المعوية ، وفي الخلايا المعوية تتحول إلى كيلوميكرونات تنتقل مباشرة إلى الشعيرات الليمفية القريبة ومنها إلى الدم.
في الجزء الأخير من الأمعاء الدقيقة يتم امتصاص فيتامين ب 12 ، الأحماض الصفراوية وأي عناصر غذائية متبقية. عندما يتم امتصاص الكيموس من العناصر الغذائية بشكل كامل ، تتحول المواد المتبقية إلى مواد شبه صلبة تسمى البراز ، والتي تنتقل إلى الأمعاء الغليظة ، حيث تقوم البكتيريا الموجودة في الأمعاء بتفكيك البروتينات والنشويات المتبقية.

### الأعور

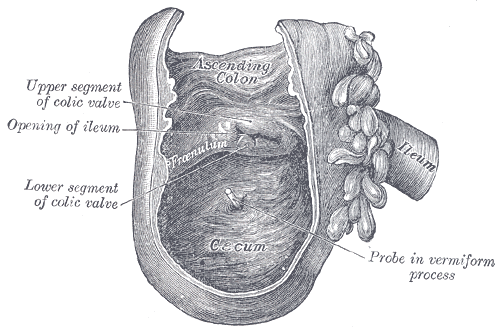
الأعور وبداية القولون الصاعد

الأعور هو الكيس الذي يحدث الانقسام بين الأمعاء الدقيقة والأمعاء الغليظة. ويتلقى الأعور الكيموس من الجزء الأخير من الأمعاء الدقيقة، وطرفي الدقاق، ويتصل بالقولون الصاعد للأمعاء الغليظة. وفي هذا التقاطع توجد المصرة أو الصمام، صمام اللفائفي الأعوري الذي يبطئ مرور الكيموس من الدقاق مما يسمح بحدوث المزيد من الهضم. وهو أيضا موقع الزائدة الملحقة.

### الأمعاء الغليظة
في الأمعاء يكون مرور الطعام المهضوم في القولون أبطأ بكثير حيث يستغرق من 12 إلى 50 ساعة إلى أن يتم التخلص منه بالتغوط. ويخدم القولون أساسًا كموقع لتخمر المواد القابلة للهضم من قبل نبيت القناة الهضمية والوقت الذي يستغرقه يختلف اختلافا كبيرا بين الأفراد.

## التروية الدموية
يغذي الجهاز الهضمي عن طريق الشريان البطني. الشريان البطني هو أول فرع رئيسي من الشريان الأورطي البطني، وهو الشريان الرئيسي الوحيد الذي يغذي أعضاء الجهاز الهضمي.
هناك ثلاثة أقسام رئيسية، الشريان المعدي الأيسر والشريان الكبدي المشترك والشريان الطحالي.
يمد الشريان البطني الكبد والمعدة والطحال وثلث الجزء العلوي من الاثني عشر والبنكرياس بالدم المؤكسج. يتم إرجاع معظم الدم إلى الكبد عبر الوريد البابي ليخضع لمزيد من المعالجة وإزالة السموم قبل العودة إلى الدورة الدموية الجهازية عبر الأوردة الكبدية.
الفرع الثاني من الشريان الأورطي البطني هو الشريان المساريقي العلوي والذي يغذي مناطق الجهاز الهضمي المشتقة من المعى المتوسط والتي تشمل الثلثي الأخيرين من الاثني عشر، الصائم، اللفائفي، الأعور، الزائدة الدودية، القولون الصاعد، والثلثين الاولين من القولون المستعرض.
الفرع الأخير للجهاز الهضمي هو الشريان المساريقي السفلي الذي يمد مناطق الجهاز الهضمي المشتقة من المعى الخلفي والتي تشمل ثلث الأخير من القولون المستعرض والقولون النازل والقولون السيني والمستقيم وفتحة الشرج.
يصل تدفق الدم إلى الجهاز الهضمي إلى حده الأقصى 20-40 دقيقة بعد الوجبة ويستمر لمدة 1.5-2 ساعة.

## التعصيب
يتكون الجهاز العصبي المعوي من حوالي مائة مليون خلية عصبية مدمجة في الصفاق وبطانة القناة الهضمية الممتدة من المريء إلى فتحة الشرج. يجمع هذه الخلايا العصبية في ضفيرتين - الضفيرة العضلية المعوية التي تقع بين طبقات العضلات الطولية والملساء والضفيرة تحت المخاطية التي تقع بين طبقة العضلات الملساء الدائرية والغشاء المخاطي.
يتم تعصيب القولون الصاعد عن طريق العصب المبهم المشتق من الجهاز العصبي نظير الودي. أما التعصيب بالجهاز العصبي الودي فمن خلال الأعصاب الحشوية التي بجانب العقد البطنية. يُعصب معظم الجهاز الهضمي بالعقدتين الزلاقيتين الكبيرتين ، حيث يرتبط الجزء العلوي من كل عقدة بالعصب الحشوي الأكبر والأجزاء السفلية ترتبط بالعصب الحشوي الأصغر. ومن هذه العقد تنشأ العديد من الضفائر المعوية.

## وظائف الأعضاء

### تخصّص الأعضاء
تخضع أربعة أعضاء للاختصاص في المملكة الحيوانيّة
- العضو الأول هو اللسان ويوجد في شعبة الحبليّات فقط.
- العضو الثّاني هو المري. الحوصلة هي عبارة عن ضخامة المري عند الطّيور، والحشرات واللافقاريّات الأخرى المعتادة على تخزين الطّعام بشكل مؤقّت.
- العضو الثّالث هو المعدة. تملك الطّيور بالإضافة إلى (المعدة الغدّيّة)، معدة عضليّة هي "الحوصلة" أو الجيب الهضمي العضلي. تستعمل الحوصلة لطحن الطّعام بشكل آلي.
- العضو الرّابع هو الأمعاء الغليظة. الأعور هو عبارة عن تجيّب خارجي في الأمعاء الغليظة وهو يوجد في الحيوانات النّباتيّة غير المجترّة مثل الأرانب. ويساعد الأعور في هضم المواد النّباتيّة مثل السيللوز.

## الوظيفة المناعيّة
يشكل السّبيل المعدي المعوي أيضًا جزءًا بارزًا في الجهاز المناعي. وتعتبر قيمة درجة الحموضة pH الوسط المعدي المنخفضة (والتي تتراوح بين 1- 4) تعتبر قاتلة للعديد من المتعضيات المجهرية التي تدخل المعدة، يعمل المخاط على إبطال تأثير العديد من هذه المتعضّيات المجهريّة (باحتوائه على المضادات الحيويّة IgA).
هناك أيضًا عوامل أخرى في السّبيل المعدي المعوي تلعب دورًا في الوظيفة المناعيّة، هي الأنزيمات الموجودة في اللعاب والصّفراء. في التّفاعلات التّبادليّة، تلعب بعض الأنزيمات، مثل Cyp 3A4، دورًا فعّالًا في وظيفة الأمعاء المتمثّلة بإزالة السّميّة النّاتجة عن المستضدّات والحيويات الأجنبية، مثل بعض الأدوية التي يتطلّبها الأيض الأوّلي. الفلورا (الجراثيم المعويّة) المعزّزة للصحّة تساعد في منع تكاثر الجراثيم المؤذية التي قد تنمو في المِعَى.
تُقاوم المتعضّيات المجهريّة أيضًا من قبل جهاز المناعة الشّامل الذي يشتمل على النّسيج اللمفاوي المرتبط بالمعي.

## دراسة نسيجية
تتميز القناة المعدية المعوية ببنية نسيجية موحدة ما عدا بعض الاختلافات التي تعكس التخصص في الوظيفة التشريحية. يكمن تقسيم جدار القناة المعدية المعوية إلى أربع أغشية:
1. الغشاء المخاطي (المخاطية)
2. الغشاء تحت المخاطي
3. الغشاء العضلي الخارجي
4. الغشاء الخارجي (الحواشي) أو الغشاء المصلي

### الغشاءالمخاطي
الغشاء المخاطي هو أعمق طبقة داخليًا، يحيط مباشرة بلمعة القناة الهضمية. ويكون على تماس مباشر مع الطعام، وهو مسؤول عن الامتصاص والإفراز، وهما عمليتان هامتان في آلية الهضم.
يمكن تقسيم الغشاء المخاطي إلى:
1. الظهارة
2. الصفيحة الخاصة
3. المخاطية العضلية

تكون المخاطيات على درجة عالية من التخصص في كل عضو من أعضاء القناة المعدية المعوية، حيث أنها تواجه حموضة المعدة المرتفعة، كما تقوم بامتصاص مواد مختلفة من الأمعاء الدقيقة، إضافة لامتصاص كميات معينة من الماء من المعي الغليظ. كل هذه الوظائف التي يقوم بها الغشاء المخاطي تتطلب درجة عالية من التخصص، لذلك تلاحظ في بعض المناطق اندخالات من الغدد الإفرازية (مثال: الحفر المعدية) في الغشاء المخاطي، كما قد يكون الغشاء المخاطي نفسه مطويًا لزيادة سطح الامتصاص كالزغابات والثنيات الدائرية).

### الغشاء تحت المخاطي
يتألف القميص تحت المخاطي من نسيج ضام كثيف غير مرتب يحوي أوعية دموية كبيرة وأوعية لمفية وفروع عصبية تتفرع إلى قميصين المخاطي والعضلي الخارجي. كما يحوي القميص تحت المخاطي أيضًا على ضفيرة مايسنر التي هي عبارة عن ضفيرة عصبية معوية تتوضع على الوجه الداخلي من القميص العضلي الخارجي.

### الغشاء العضلي الخارجي
يتألف الغشاء العضلي الخارجي من طبقة داخلية من العضلات الدائرية وطبقة خارجية من العضلات الطولانية. تمنع طبقة العضلات الدائرية حركة الطعام للخلف، بينما تقوم طبقة العضلات الطولانية بتقصير السبيل المعدي المعوي. تسمى التقلصات المتناسقة لهاتين الطبقتين بالتمعجات، ويؤدي التمعج إلى دفع اللقمة الطعامية في السبيل المعدي المعوي. تتوضع بين طبقتي العضلات الضفيرة العضلية المعوية أو ضفيرة أورباخ.

### الغلالة الخارجية
تتألف الغلالة الخارجية من عدة طبقات من الظهارة. إذا كانت الغلالة البرانية مقابلة لمساريق (أو طية صفاقية) فإنها تتغلف بطبقة من الظهارة المتوسطية المدعومة بطبقة رقيقة من النسيج الضام لتشكيل ما يسمى بالقميص المصلي أو الغشاء المصلي.

## مراحل عملية الهضم
تتضمن عملية الهضم تأثيرات ميكانيكية وتأثيرات كيميائية.
تمكن التأثيرات الميكانيكية من تقطيع الاغذية إلى جزيئات صغيرة ومزجها مع العصارات الهضمية وتأمين مرورها داخل الأنبوب الهضمي. ومن بينها: عملية المضغ التي تجري داخل الفم والبلع التي يؤمنها البلعوم وأيضا تقبضات عضلات المعدة والأمعاء.
أما التأثيرات الكيميائية فتنقسم إلى ثلاث تفاعلات أساسية: تحويل السكريات إلى سكر بسيط مثل الغلوكوز، وهضم البروتينات إلى حموض أمينية وتحويل شحوم إلى أحماض شحمية وغليسرول. وهذه التفاعلات تتم بفضل إنزيمات نوعية.

### دور اللعاب

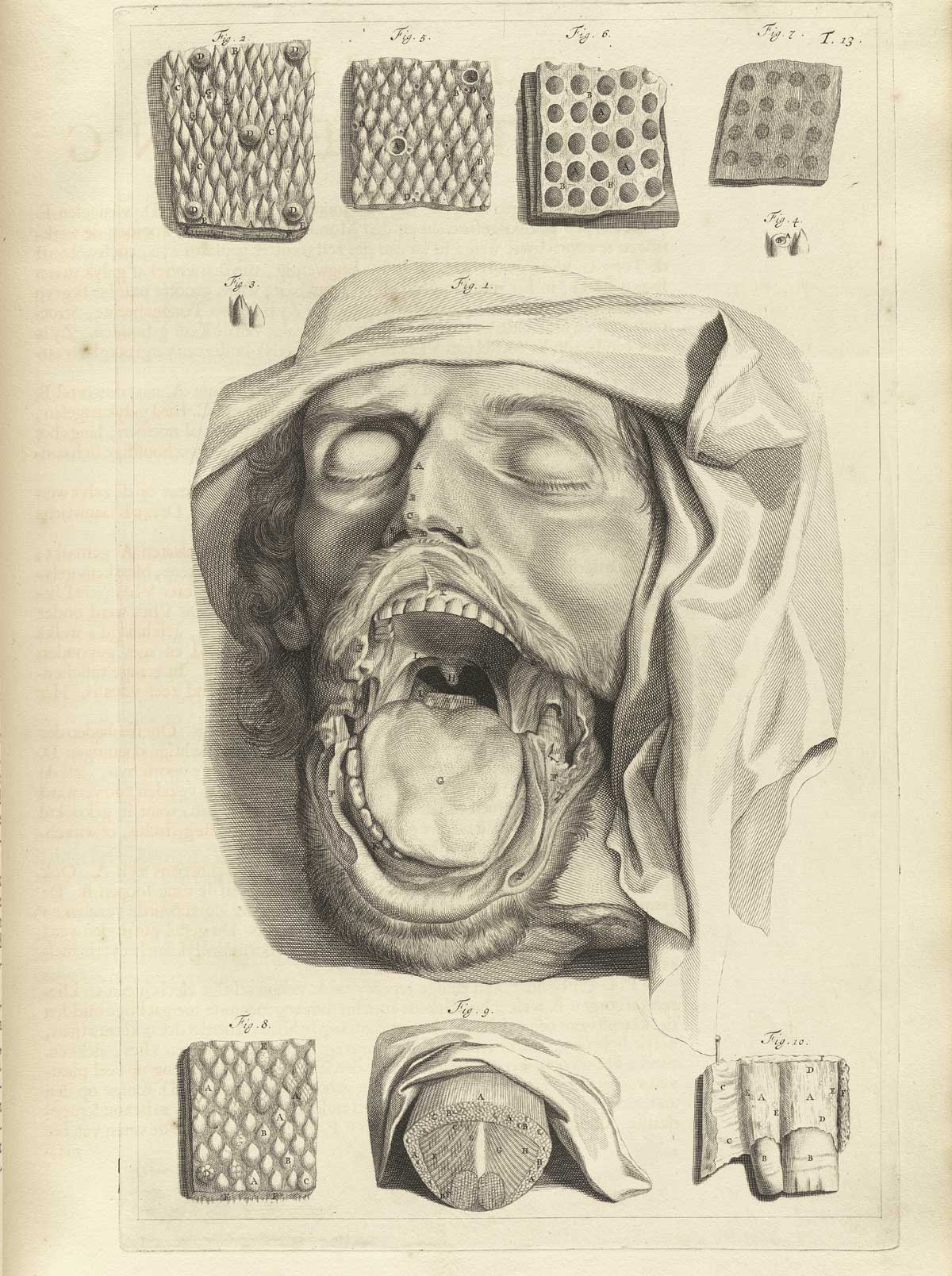

يتم إنتاج اللعاب بواسطة الغدد اللعابية بمعدل 1,5 لتر يوميًا. وخلال عملية المضغ يمتزج اللعاب مع الأغذية ويتلخص دوره في:
- ترطيب الطعام وذلك لتسهيل بلعه وتذوقه.
- تحليل النشا إلى سكر بسيط بواسطة أنزيم الأميلاز اللعابي.

نشاء--(إنزيم الأميلاز)--> سكر الشعير (المالتوز)
يوجد ثلاثة أزواج من الغدد اللعابية الرئيسية ويوجد ما بين 800 إلى 1000 غدة لعابية صغيرة، وجميعها تساعد بشكل رئيسي في عملية الهضم وأيضًا تلعب دورًا مهمًا في الحفاظ على صحة الأسنان وترطيب الفم وبدون هذه الغدد سيكون الكلام مستحيلًا. والغدد الرئيسية هي غدد خارجية الإفراز حيث تفرز اللعاب عبر فتحات تسمى قنوات. وجميع هذه الغدد تنتهي في الفم، وأكبرها الغدد الكنفية وإفرازاتها الأساسية هي المَصلِيِّ. وأما الزوج الثاني من الغدد يقع تحت الفك وتسمى هذه الغدد بغدد تحت الفك السفلي حيث تنتج كلا من السوائل المَصلِيّة والمخاط. ويتم إنتاج السوائل المَصلِيّة بواسطة الغدد المَصلِيّة في الغدد اللعابية والتي تنتج أيضًا الليباز اللساني.و تنتج الغدد اللعابية ما يقارب 70% من لعاب تجويف الفم. وثالث زوج من الغدد اللعابية الرئيسية هي غدد تحت اللسان والتي تقع تحت اللسان وإفرازاتها المخاط مع نسبة قليلة من اللعاب. ويعتبر الغشاء المخاطي الفموي(الغشاء المخاطي) المبطن للفم وأيضًا المبطن للسان والحنك وأرضية الفم غدد لعابية صغيرة وتُفرز بشكل أساسي المخاط ويتم تزويدها بالأعصاب بواسطة العصب الوجهي (العصب القحفي السابع). وتُفرز الغدد أيضًا في المرحلة الأولى لتكسير وتفكيك الطعام الأميليز حيث يقوم بتكسير الكربوهيدرونات في الغذاء لتحويل محتوى النشأ إلى مالتوز. وهناك العديد من الغدد على سطح اللسان التي تحيط ببراعم التذوق في الجزء الخلفي من اللسان وتنتج هذه الغدد أيضا الليباز اللساني. والليباز هو إنزيم الهضم الذي يُحفز تحلل الليبيدات (الدهون). ويطلق على هذه الغدد مصطلح غدد فون ابنر والتي تبين أيضًا أن لها وظيفة أخرى في إفراز الهستانز والذي يوفر خط دفاع مبكر خارج الجهاز المناعي ضد الميكروبات في الغذاء عندما ترتبط مع الغدد في أنسجة اللسان. ويمكن أن تُحفز المعلومات الحسية إفراز اللعاب لتوفير السوائل الضرورية لعمل اللسان ولتسهيل ابتلاع الطعام أيضًا.

### دور المعدة
المعدة هي كيس عضلي قوي يمكن أن يتمدّد لتخزين الطعام الذي يتمّ ابتلاعه. يحدث فيه هضم آلي للطعام بفعل حركة عضلات المعدة، حيث تقوم المعدة بسحق الطعام ومزجه بالعصارة المعديّة التي يتم إفرازها من خلايا خاصة في جدارها فيتحول الطعام إلى سائل كثيف القوام يُسمى الكيموس. وتتكوّن العصارة المعدية من (90%) من الماء والباقي حمض كلور الماء HCl، وإنزيم الببسين الذي يقوم بهضم المواد البروتينية وتحويلها إلى مواد بسيطة. ويوجد في الطرف السفلي عضلة تسمى العضلة العاصرة البوابية تسمح بمرور الطعام إلى الأمعاء الدقيقة.

### دور الأمعاء الدقيقة
- تخضع المواد القادمة من المعدة للعصارات الهضمية: العصارة البنكرياسية، العصارة الصفراوية، والإنزيمات المعوية
- يتم استكمال عملية هضم الدهون، البروتينات،و السكريات.
- يستمر امتصاص الماء والأملاح المعدنية والفيتامينات.
- يبدأ امتصاص وحدات البناء.

يبلغ طول الأمعاء الدقيقة حوالي سبعة أمتار، وتلتف داخل تجويف البطن تبدأ بجزء يسمى الاثنا عشر الذي تصب فيه العصارة الصفراوية التي تُفرز من الكبد والعصارة البنكرياسية التي تُفرز من البنكرياس، يلي الاثنا عشر منطقة في الأمعاء الدقيقة تسمى اللفائفي وهذا الجزء تصب فيه العصارة المعوية ويتم فيه الهضم الكامل لأنواع الغذاء المختلفة.

### الملاءمة بين التركيب والوظيفة في الأمعاء الدقيقة
- كثرة الخملات المُبطنه لسطح الأمعاء يزيد من مساحة سطح الامتصاص.
- طول الأمعاء (6م)، والعضلات اللاإرادية في جدار الأمعاء يُسهل من مرور الطعام على طول الأمعاء كما يزيد امتزاجه مع الإنزيمات الهاضمة.

### دور الأمعاء الغليظة
- في الأمعاء الغليظة يستمر امتصاص الماء والأملاح المتبقي.
- يحدث تحلل وتخمر للمواد الغذائية المتبقية بمساعدة البكتيريا الجيدة التي تستوطن هذه الأمعاء.
- تبدأ عملية تجميع الفضلات وتكديسها.

## استعمالات معدة الحيوانات لدى الإنسان
- تستعمل معدة العجول كمصدر للمنفحة في صناعة الجبن.
- استعمال أوتار مصنوعة من معي الحيوانات من قبل الموسيقيين يمكن تتبعه إلى عهد السلالة الثالثة في مصر. في الماضي كانت الأوتار تصنع من معي الحملان. ومع تطور العصر الحديث أصبح الموسيقيون يستعملون أوتارًا مصنوعة من الحرير أو من مواد صناعية مثل النايلون أو الفولاذ. ولكن بعض العازفين لا يزالون يستعملون أوتارًا مصنوعة من المعي لاستدعاء نوعية النغمة الأقدم. بالرغم من أن الأوتار كان يشار إليها قديمًا بأوتار "معي القطط" فإن القطط لم تكن تستخدم كمصدر للأوتار.
- معي الخرفان كانت المصدر الأصلي لأوتار المضارب، كتلك المستخدمة في رياضة التنس. أما اليوم فالأوتار الصناعية أكثر شيوعًا، لكن أفضل الأوتار تصنع من معي الأبقار.
- حبل المعي يستخدم أيضًا في صناعة أوتار السنر التي تعطي طبلة السنار صوتها الرنيني المميز. بينما يستعمل طبل السنار حاليًا بشكل دائم تقريبًا سلكًا معدنيًا بدلًا من حبل المعي فإن طبل الإطار البنديري الإفريقي الشمالي لا يزال يستعمل المعي لهذا الغرض.
- هياكل السجق "الطبيعية" (أو أغلفتها) تصنع من المعي الحيواني خاصةً معي الخنزير والبقر والحمل.
- المعي الحيواني كان يستخدم لصنع الخطوط الحبلية في الساعات الكبيرة وفي حركة البكرة في ساعات القوس، لكن قد تستبدل بسلك حديد.
- أقدم الواقيات الذكرية منذ 1640 كانت تصنع من المعي الحيواني.

## أمراض الجهاز الهضمي
يتألف الجهاز الهضمي من الجهاز المعدي المعوي والأعضاء الملحقة والأنسجة المسؤولة عن هضم الطعام، ومن المناسب وصف أعراض كل جزء وفحصه على حدة.
وقد يكون من الضروري وصف أعراض شائعة لكل الأجزاء وفحص البطن ككل.

### الفم
الأعراض: تتضمن الأعراض الناشئة من الفم، العطش والجفاف واللعاب الزائد وفقد أو اضطراب الذوق وصعوبة الكلام أو البلع والاحمرار والألم.
- العطش والجفاف: يعكس العطش عادة درجة الإماهة الخلوية ولهذا فقد ينتج عن انخفاض الوارد أو عن زيادة خسارة الماء أو من ازدياد استهلاك الأملاح أو إسهال شديد أو تعدد بيلات في الداء السكري أو قصور كلوي أو تعرق غزير وخاصة في الحميات ويتفاقم بعض الأحيان بسبب ضعف شرب المريض. إن جفاف الفم من تناقص الإلعاب هو ظاهرة عابرة شائعة في الخوف وقد تكون أكثر ثباتًا في المتنفسين فمويًا من الانسداد الأنفي. وقد تنتج عن أمراض تصيب الغدد اللعابية مثل النكاف- داء جوغرن وحصيات لعابية وعادة في حالات التجفاف المحدثة للعطش، في الداء الحاد مثل الجفاف قد يكون استطبابًا مفيدًا وملحًا للسوائل.
- اللعاب الزائد

يحدث هذا في الآفات المهيجة للمخاطية الفموية (مثل التهاب الفم، بزوغ الأسنان للأطفال) في داء باركنسون وكمرافق للغثيان وغالبًا ما يكون الإلعاب عرضًا شديدًا في الانسداد المريئي بسبب عدم القدرة على بلع المفرزات.
- فقد أو اضطراب الذوق

إن النهايات الحسية العصبية في اللسان قادرة فقط على تمييز الإحساسات الأولية للذوق: حامض، مالح، حلو، مرّ. إن فقد هذه الإحساسات يشير عادة لآفة في العصب السابع أو التاسع أو في حالات أكثر ندرة في الفرع الفكي للعصب الخامس وغالبًا أكثر ما يشتكي المريض من فقد الحس الذوقي هو عدم التمييز لمعظم النكهات الخبيثة للطعام الذي يعتمد على حاسة الشم وهذا العرض الذي ينتج غالبًا عن القهم نادرًا ما يكون ناجمًا عن آفات الأعصاب الشمية وأكثر حدوثًا في داء الغشاء المخاطي الأنفي أو انسداد الطريق الهوائي الأنفي، أما وجود ذوق غير ممتع في الفم واضطراب في نكهة الطعام ويحدث أحيانًا في الآفات الدماغية أو النسمة Aura في الصرع.
- صعوبة الكلام أو البلع : قد تحدث بسبب انخفاض إفراز اللعاب، أسنان غير كافية، حالات مؤلمة في الفم أو الحنجرة وأسباب عضلية عصبية.
- التقرح أو الألم: إن تقرح الغشاء المخاطي المغطي للفم أو اللسان موجود في أشكال مختلفة من التهاب الفم والتهاب مخاطية الخد Buccal ناجمة عن أسباب موضعية أو عامة: يشعر المريض بالتقرح أو الالتهاب خاصة عندما يتناول أطعمة حارة جدًا أو حامضية وخلال الكلام أو المضغ أو البلع، والشكل الأكثر شيوعًا للألم الناشئ في الفم هو ألم السن الناجم عن حوامل الأسنان أو خراجات حول السن، الألم ثابت حاد في الشكل يتفاقم بالمضغ أو بالأطعمة الباردة وقد يتشعع للأذن أو الحجاج أو الناحية الصدغية.

العلامات الفيزيائية
فحص الفم
يتطلب فحص الفم إنارة جيدة.
- الأسنان: عددها وحالتها، الشكل الشاذ للسن هام في تشخيص السفلس الخلقي حيث تكون القواطع مسننة (مثلمة، أسنان هيتشتسون، تلون السن ناجم عن عدم العناية به، قد نشاهده عندما يكون محتوى الماء غير كافٍ من الفلور وعندها يبدو السن مرقشًا بنيًا أو ضاربًا للسمرة. وقد يكون ناجمًا عن استخدام التتراسيكلين وظاهرة نادرة هي القرنفلي المتألق في حالة البورفيريا الخلقي.
- اللثة: يجب ملاحظة الاحتقان الأحمر العميق مع سهولة النزف الموجودان في حالة التهابها، وخروج القيح لدى عصر حواف اللثة، في كلٍ من تقيح اللثة والتهابها تكون الأسنان مصابة وغالبًا رخوة ومغطاة بنتحة صفراء مخضرة مع انحسار وتراجع لحواف اللثة. قد يكون هذا النوع من خمج الفم في ظروف خاصة منشأ لالتهاب الشغاف أو خراجة رئوية، وأيضًا عاملًا مفاقمًا لاضطرابات معدية. قد تكون اللثة شاحبة في فقر الدم، علامة انسمام في الخط الزرق المشاهد في حواف اللثة وهذا الخط الأزرق ناجم عن مخزون طليعة السلفيد في نسج اللثة، في نقص فيتامين C تكون اللثة ناعمة وإسفنجية وتنزف بسهولة وقد تسبب ذبحة فانسنت (تقرح وخشكريشة اللثة) بالإضافة للمظاهر الخلقية، أما فرط ضخامة اللثة فقد يحدث عند المصروعين المتناولين للفنتؤين لفترات طويلة وفي بعض أشكال الإبيضاضات الدموية.
- اللسان والغشاء المخاطي الخدي

تعطي الحليمات الطبيعية للسان مظهرًا فرويًا (من الفرو) أفضل ما يشاهد في القسم الخلفي، جفاف اللسان هو علامة هامة للتجفاف، وقد يكون مترافقًا بالثخانة وتغير في لونه ووجود قشرة على الفرو.
فقر الدم – الزرقة واليرقان قد يثبت على اللسان في فاقات الدم المميتة (فقر الدم الخبيث وعوز الحديد خاصة) يخلو اللسان من الحليمات ويكون ناعمًا ولامعًا وفي بعض الأحيان ملتهب. إن ازرقاق اللسان دائمًا منشأه مركزي ويجب فحص الوجه البطني للسان وتأمله عند وجود نزف للقرحة التنشؤية أو الطلاوة والتي قد ترى فقط من الأسفل. ويكون اللسان ضخمًا في مرض ضخامة النهايات أما كبر اللسان دون سبب واضح فقد يكون ناجمًا عن الداء النشواني. أما الشلل- الضمور- الرعشات وشذوذات حركة اللسان والشراع الرخو قد يلاحظ عرضًا ولكن يشير للجهاز العصبي. وتشير القرحات الصغيرة لوجود التهاب فم، والقرحات الأشد تشير للأفرنجي والداء الخبيث قد تكون مبطنة، فالأولى تميل لأن تكون مركزية والأخيرة هامشية (حافيّة) والطلاوة قد تكون إفرنجية وبعض الأحيان قبل سرطانية تتميز بالأبيض وفي بعض الأحيان بقع متسمّكة في المخاطية. ويترافق التقرح السلي بإنتان رئوي ويشمل غالبًا ذروة اللسان مع الخدر. وقد أصبح داء كرون نسبيًا أكثر الأسباب شيوعًا لقرحات الفم، وقد تساعد مسحات أو قطع من القرحة في تحديد مثل هذه الحالات لداء كرون والإفرنجي والسل والداء الخبيث. أما في داء أديسون فقد تشاهد المناطق السمرة من التصبغات في الغشاء المخاطي الخدي كعلامة مفيدة في الحالات المشكوكة، وقد يشاهد التصبغ الخدي أيضًا في الأشخاص الطبيعيين خاصة السود ونادرًا في التنكس الصباغي الدموي، قد توجد النزوف في الفرفرية وإذا ترافقت مع قلاع فقد توحي بالإبيضاض.

### المريء
(الأعراض)
عسرة البلع:
أو صعوبة البلع وهي العرض الرئيسي في الداء المريئي، قد تتألف عسرة البلع من صعوبة في إفراغ الفم بسبب ضعف الإلعاب أو خزل اللسان أو الحالات المؤلمة في الفم أو البلعوم. في عسرة البلع المريئية يشعر المريض بالطعام مغروزًا في الحنجرة أو خلف القص، وقد يحدد الانسداد غالبًا وبشكل دقيق من قبل المريض، ولكن انسداد أسفل المري يعطي أحيانًا عسرة بلع في مستوى أعلى. إن الأسباب الشائعة لعسرة البلع هي:
العالي
- سرطانة (بلعوم أو مري)
- أورام رقبية (عقد لمفية-سلعة)
- عضلي عصبي (شلل بصلي – وهن عضلي وخيم - نفسي)
- عوز الحديد
- رتج (بلعوم أو مري)

المتوسط
- سرطانة المري
- أورام المنصف (عقد لمفية- سلعة)

السفلي
- سرطانة (معدة أو مري)
- تضيق قرحي (عادة بسبب فتق حجابي)
- آكالازيا
- تصلب جهازي

ومن أهمها السرطانة: بداية يجد المريض صعوبة فقط بتناول الأطعمة الصلبة ولمدة يمكن التغلب بمضغ الطعام حتى يصبح محتواه سائلًا وفيما بعد عندما يزداد الانسداد تظهر الصعوبة في بلع السوائل وحتى اللعاب. عسرة البلع الناجمة عن أسباب أخرى نادرًا ما تكون تامة وفي حالة الآكالازيا قد تكون متقطعة لمدة من الزمن لسنوات عديدة وتتأثر بالجوامد والسوائل بشكلٍ متساوٍ. عسرة البلع من منشأ عصبي عضلي قد تترافق بنوبة السعال الناجمة عن دخول الطعام إلى الحنجرة.
الألم:
إن الألم الذي يصاحب عسرة البلع قد ينجم عن التقلصات العضلية في المري فوق الانسداد ويتوضع خلف القص ويكون أعظميًا عند موقع الانسداد ولكن يمكن أن ينتشر عبر الصدر ويتشعع إلى العنق وعبر الظهر وهكذا يشبه الألم القلبي ولكن يحدث عادة مباشرة بعد البلع ويمكن تخفيفه بتجشؤ الطعام أما الألم المستمر من هذا النمط فقد ينتج عن تمزق أو انثقاب المري.
أما الألم الحارق السفلي المثار بالانحناء والمزال بمضادات الحموضة فيوحي بالتهاب مريء ناجم عن قلس الحمض من المعدة ويحدث هذا خاصة في الفتق الحجابي.
قلس:
قد تنحصر المفرزات والطعام خلف انسداد المري أو خلال الرتج وبالتالي يتم قلسها. ويتميز القلس عن الإقياء (مثلًا إفراغ محتويات المعدة) بأنه نادرًا ما يسبق بالغثيان وغالبًا بدون جهد. ويكون الطعام المقلوس غير مهضوم ولكن بسبب الغزو الجرثومي يكون له رائحة كريهة. كما أن استنشاق المادة المقلوسة خلال النوم هو سبب محتمل لنوبات ليلية من السعال. وقد تؤدي لإنتان خطير.
النزف:
يتمثل النزف المريئي كإقياءات دموية أو تغوط زفتي أو أكثر خلسة، كفقر دم قد يأتي النزف من قرحة هضمية في المري أو دوالي مري تالية لفرط توتر في وريد الباب. أما النزف الكتلي من دوالي مري متمزقة فقد يتمثل بتجشؤ غير جهدي كدم وريدي غامق غير متبدل بالعصارة المعدية.
العلامات السريرية
فحص المري
يعتمد فحص المري بشكل كبير على الأشعة – تنظير المري والخزعة- ويعول السريري بشكل رئيسي على القصة المرضية ولكن يلاحظ الصعوبات في البلع ووجود أي ضخامة غدية في العنق أو دليل انسداد منصفي.
تشـخيص أمــراض المـري
سرطانة المري:
يسبب هذا الورم الألمَ، عسرة بلع مترقية وتجشؤ الطعام الذي قد يكون كريهًا وملطخًا بالدم، صد الطعام الصلب وفيما بعد السوائل من المعدة مما يقود إلى العطش، التعرق، التجفاف، فقر الدم، وعلامات أخرى لسوء التغذية، عدم القدرة على بلع اللعاب قد يكون عرضًا شديدًا خاصة ونادرًا ما تظهر الأعراض فجأة، وقد تغزى الأعضاء المجاورة للمري بمرحلة باكرة نسبيًا من المرض، (انسداد منصفي) وإذا لم يصحح الانسداد فسوف يموت المريض من المجاعة أو من ذات الرئة بسبب استنشاق الطعام المجشأ.
آكالازيا الفؤاد
تنجم آكالازيا الفؤاد عن فشل استرخاء أسفل المري قبل ولوج لقمة الطعام، وقد يحصل هذا بسبب عدم تناسب بالموجة الحووية أكثر من تشنج الفؤاد وتنجم عن تنكس في ضفيرة أورباخ وتميل للحدوث عند الشباب أكثر من الكهول ولكن قد تستمر طوال الحياة إذا لم تعالج وتكون عسرة البلع عادة أكثر تقلبًا وأقل لينًا في ترقيها وقد تكون عابرة تزال بالأدوية التي ترخي العضلة الملساء ويجب المحافظة على تغذية جيدة.
الانثقاب والتمزق:
يتمثلان في هيئة احتشاء العضلة القلبية مع ألم شديد خلف القص وعلامات صدمة وعندما يأتي هذا النوع من الأعراض بعد تناول وجبة تحتوي على عظام حادة (سمك- دجاج – لحمة شرحات مع عظمها) فيجب اعتبار انثقاب مريئي دومًا. أما الإقياءات القوية بعد وجبة ثقيلة مع كثير من الكحول فقد ينجم عنه تمزق عفوي للمري، وفي أي الحالتين، يدّعم التشخيص بوجود فرقعة محسوسة في العنق (انتفاخ جراحي) ناجم عن مسلك الهواء من المنصف وفيما بعد بعلامات انصباب جنب عادة على الجانب الأيسر، يثبت الصدع في جدار المري بالمادة الظليلة بعد ابتلاعها من قبل المريض (بلع المادة الظليلة عبرالفم)
الفتق الحجابي:
إن ليونة الفرجة المريئية في الحجاب الحاجز قد يسمح لقطعة من المعدة بالدخول إلى الجوف الصدري، وهذا قابل للحدوث خاصة في البدينين والمصابين بارتفاع الضغط داخل البطن (في الحمل مثلًا) أو تشوه القفص الصدري (الحدب مع الزور) 1تنجم الأعراض أساسًا عن القلس الحامضي ويؤدي لالتهاب مري الذي قد يختلط بالتقرح والتضيق ويكون من الأعراض الأساسية الحرقة على الانحناء أو الاستلقاء للأسفل، قلس حامضي، ألم أسفل القص وعسرة بلع، نزف وفقر دم. وقد يشبه الألم نقص تروية القلب أو قرحة المعدة وقد يكشف الفتق الحجابي روتينيًا بالأشعة وقد يكون لا عرضيًا. وقد تنجم الأعراض نسبيًا عن بعض الآفات المرافقة مثل التهاب مرارة أو اختلاط للفتق مثل القرحة.
البازهر:
هو كتلة توجد عالقة في الجهاز الهضمي (المعدة عادة)، على الرغم من أنه يمكن أن يحدث في أماكن أخرى. والبازهر الكاذب هو جسم غير قابل للهضم تم ادخاله عمدا في الجهاز الهضمي.
استقصاءات خاصة
يمكن كشف الشذوذات المحددة في لمعة المري بالمسح الشعاعي بينما يبتلع المريض سلفات الباريوم (المادة الظليلة على الأشعة) كآفات مخاطية المريء ويمكن تحديدها أيضًا بالرؤية المباشرة من خلال منظار المريء المرن وبالفحص الخلوي لمحتويات الرشاحة وإذا كان مستطبًا يؤخذ خزعة من المخاطية من الممكن أن تؤخذ للفحص النسيجي. كذلك استخدام المانومتري لقياس ضغوط المري. كما أن نقل الحمض للمري قد يحرض الألم لقلس المريئي، وهكذا قد يساعد في التشخيص التفريقي للألم خلف القص.

## وصلات خارجية
- أطلس تشريح الجهاز الهضمي
- لمحة عن الجهاز الهضمي نسخة محفوظة 27 مارس 2012 على موقع واي باك مشين. من موقع جامعة كولورادو